# Castell de Castells
Castell de Castells község Spanyolországban, Alicante tartományban. Lakosainak száma 444 fő (2024). Castell de Castells Beniardá, Benigembla, Benimantell, Bolulla, Guadalest, Famorca, Tárbena, Tollos, La Vall d’Ebo és La Vall de Laguar községekkel határos.

## Népesség
A település lakosságának változását az alábbi diagram mutatja:
| Lakosok száma | 449  | 475  | 487  | 508  | 516  | 442  | 449  | 449  | 425  | 444  |
|               | 2001 | 2004 | 2006 | 2009 | 2011 | 2014 | 2016 | 2019 | 2021 | 2024 |

## Elhelyezkedés és alapadatok
Castell de Castells Spanyolország keleti részén, az Alicante tartományban található, a Marina Alta nevű történelmi–földrajzi régióban.
- Ország: Spanyolország
- Autonóm közösség: Valencia
- Tartomány: Alicante
- Közigazgatási besorolás: község
- Hivatalos nyelv: katalán
- Terület: 46 km²
- Tengerszint feletti magasság: 551 m
- Népesség (2024): 444 fő
- Népességsűrűség: 9,65 fő/km²
- Időzóna: CET (UTC+1)
- Koordináták: 38°43′29″N 0°11′40″W

## Név eredete és etimológia
A település neve valószínűleg a középkori vár (castell) elnevezéséből származik. A katalán “castell” szó várat, erődítményt jelent, utalva arra a katonai és stratégiai szerepre, melyet a környékbeli magaslatokon álló erődítmény játszott.

## Történelem

### Őskor és ókor
A legrégebbi nyomok a környéken az ún. Plá de Petracos sziklafestmények, amelyek 7–8 ezer évesek és a Neolitikum korából valók. Ezek a festmények az UNESCO Világörökség részei, és Levantei művészetként ismertek, emberi és állatalakokat ábrázolnak rituális jelenetekben. A környéken iber és római kori települések maradványai is feltártak, amelyek a belső vidéket a mediterrán parttal összekötő kereskedelmi útvonalak mentén jöttek létre.

### Középkor
A 8–13. században muszlim (taifa) uralom alatt állt a vidék, majd Jaime I király 1245-ben kötött kétnyelvű szerződésében (Pouet) említik „Castiel” és „Qastal” néven a települést. Ekkor adományozta a Calatrava lovagrendnek, és megkezdődött a keresztény telepítés. A mudéjares családok tovább művelték a környező földeket, öntözőrendszereket és teraszművelést hoztak létre. 1609-ben a moriszkók (vallásukat megtartó muszlim származású keresztények) kiűzése jelentős népességcsökkenést és mezőgazdasági hanyatlást eredményezett.

### Újkor és modern kor
A 16. századi Germanías felkelés ugyan nem központi helyszíne volt, de a királyi adó- és repressionális intézkedések itt is éreztették hatásukat. A 19–20. század fordulóján a feudális társadalmi rendszer megszűnése és az egyházi birtokok felosztása (deszamortizáció) átalakította a helyi földtulajdon-viszonyokat. A lakosság egy része a városokba vagy külföldre vándorolt jobb megélhetés reményében.

## Földrajz és természeti adottságok
Castle de Castells környékét a Serrella, Aixortà, Forat Negre és Alfar hegyvonulatok ölelik körbe. A területet sziklás szurdokok, patakvölgyek és források tarkítják, amellett, hogy számos barlang – köztük a Cueva de les Creus – érhető el túraútvonalakon keresztül. Mediterrán éghajlatának köszönhetően forró, száraz nyarak és enyhe, csapadékos telek jellemzik a vidéket.

## Demográfia
A település lakossága 2001 és 2011 között emelkedett (449→516 fő), majd fokozatosan csökkent, és 2024-re 444 főre esett vissza. Az apró településen a népesség elöregedése és a fiatalok elvándorlása okoz kihívást a közösség fenntarthatósága szempontjából.

## Gazdaság
Hagyományosan a mezőgazdaság – elsősorban olívatermesztés, gyümölcsösök és zöldségek – adta a megélhetést. Az utóbbi évtizedekben a vidéki és kulturális turizmus erősödött meg, mivel a rögös hegyvidék, a barlangfestmények és a túraútvonalak vonzzák a természet- és történelemkedvelő látogatókat.

## Látnivalók és turizmus
- Santuario del Pla de Petracos: A 7–8 ezer éves Levantei művészeti barlangfestmények a világörökség részei, kötelező úti cél minden látogatónak.
- Castell de Castells vára: Középkori erődítmény maradványai, ahonnan pazar panoráma nyílik a környező hegyekre.
- Etnológiai Múzeum: Helyi népi eszközöket és háztartási kellékeket mutat be.
- Cueva de les Creus: Őskori település- és barlangrendszer, mely túraútvonal része.
- Túraútvonalak: Font de l’Argilera, Barranco de les Creus, a Vár körüli körséta – mind közepes nehézségű, jelzett ösvényekkel.

## Kultúra és hagyományok
A jellegzetes mediterrán falusias építészet – fehérre meszelt háztetők, macskaköves szűk utcák – élénk közösségi életet és hagyományőrzést tükröz.
- Szent János-napi ünnepség (június 24–29.): Feldíszített utcai felvonulás, népi zene, tánc és közös lakomák jellemzik, ahol paellát és helyi édességeket szolgálnak fel.
- Húsvéti körmenetek: Nagypénteki stációk, vallásos áhítat, hangulatos gyertyás menet a macskaköves utcákon.
- Gyümölcsfesztivál (augusztus vége): A környék bőséges termésének megünneplése, gyümölcskóstolók és családi programok keretében zajlik.

## Gasztronómia
Castell de Castells kulináris kínálata a hegyvidéki és mediterrán alapanyagokra épül. A friss zöldségek, hüvelyesek, húsok és helyi olivaolaj adják a helyi ízeket.
- Pajares (húsos–zöldséges egytálétel)
- Fideuà (tésztával készült paellahelyettesítő)
- Escudella vagy arroz al horno (sütőben sült rizs húsokkal, csicseriborsóval)
- Pastissos de Bonet és neules (hagyományos édességek)